# Beautiful Stories for Ugly Children
Beautiful Stories for Ugly Children es el séptimo álbum de estudio de la banda Mushroomhead. Fue editado el 28 de septiembre de 2010 bajo el sello Megaforce Records y promovido por el sencillo «Come On». En su primera semana de lanzamiento vendió 11 000 copias y se posicionó en el puesto número cuarenta y cuatro de los álbumes más vendidos de los Estados Unidos.
Este disco fue el último en acreditar al guitarrista Dave «Gravy» Felton y el bajista Jack «Pig Benis» Kilcoyne, echados de la banda a principios del 2012 y reemplazados por Tommy Church y Ryan Farrell respectivamente.

## Lista de canciones
| N.º   | Título                                               | Duración |  |
| 1.    | «Come On»                                            | 4:07     |  |
| 2.    | «Inspiration»                                        | 3:46     |  |
| 3.    | «Slaughterhouse Road»                                | 3:41     |  |
| 4.    | «I'll Be There»                                      | 4:36     |  |
| 5.    | «Burn the Bridge»                                    | 5:10     |  |
| 6.    | «Holes in the Void (ft. Joe Altier and Sarah Sloan)» | 4:45     |  |
| 7.    | «Harvest in the Garden»                              | 4:34     |  |
| 8.    | «The Harm You Do»                                    | 3:46     |  |
| 9.    | «Your Demise»                                        | 3:21     |  |
| 10.   | «The Feel»                                           | 3:50     |  |
| 11.   | «Dark Days»                                          | 3:46     |  |
| 12.   | «Do I Know You?»                                     | 2:46     |  |
| 49:32 |                                                      |          |  |

## Créditos
| Banda - Jeffrey Hatrix – voz - Steve Felton – batería - Tom Schmitz – teclados, sintetizador - Rick Thomas – DJ, samples - Waylon Reavis – voz - Dave Felton – guitarras - Jack Kilcoyne – bajo - Daniel Fox – percusión | Producción - Steve Felton – productor |